# Bridget Theunissen
Bridget Theunissen (2001) es una deportista sudafricana que compite en triatlón. Ganó tres medallas en el Campeonato Africano de Triatlón, en los años 2021 y 2025.

## Palmarés internacional
| Campeonato Africano | Campeonato Africano            | Campeonato Africano | Campeonato Africano |
| Año                 | Lugar                          | Medalla             | Prueba              |
| ------------------- | ------------------------------ | ------------------- | ------------------- |
| 2021                | Sharm el-Sheij (Egipto)        | Medalla de bronce   | Relevo mixto        |
| 2025                | Nelson Mandela Bay (Sudáfrica) | Medalla de oro      | Relevo mixto        |
| 2025                | Nelson Mandela Bay (Sudáfrica) | Medalla de plata    | Individual          |